# Um caipira em Bariloche
Um caipira em Bariloche es una película coproducción argentino-brasileña que dirigieron Pio Zamuner y Amácio Mazzaropi sobre el guion de este y diálogos de Renato Bruno. Fue estrenada en Brasil el 28 de diciembre de 1973 y se filmó en Taubaté, Río de Janeiro, Buenos Aires y Bariloche.

## Canciones de la película
- Carnaval de Río del Carnaval (Autores: Moacir, Nilton Russo y Padeirinho, Cantante: Elza Soares )
- Todos cantando (Autores: Tony Damito, Cantante: Paulo Sérgio )
- Guacyra (Autores: Tavares, Heckel y Joracy Camargo, Cantante: Amácio Mazzaropi )

## Sinopsis
Polidoro, un hombre pobre e inocente, es engañado por su yerno Zé Luís y su ladrón amigo extranjero Agenor, y es forzado a vender su finca. Se va a vivir a la gran ciudad, donde se mete en problemas con una vecina y sus "hijas", que en realidad son prostitutas. El dinero de la venta de su finca nunca llega a Polidoro quien, luego de una discusión con su esposa, viaja a Bariloche con la esposa del comprador de la finca, amiga de su yerno, un argentino sufriente, bajo la promesa de que se le pagará. Allí, en medio de la nieve y el frío, la mujer decide que no volverá más con su marido y le entrega a Polidoro unos manuscritos que incriminan a los tramposos. Polidoro regresa a la gran ciudad en avión y vuelve a a la finca, que recupera después de un tiroteo.

## Reparto
Intervinieron en el filme los siguientes intérpretes:
- Amácio Mazzaropi como Polidoro
- Geny Prado como Duvirgi, esposa de Polidoro
- Analu Graci como Marina, hija de Polidoro
- Edgard Franco como Zé Luís, esposo de Marina
- Beatriz Bonnet como Nora, la chica argentina
- Ivan Mesquita como Agenor, el ladrón
- Fausto Rocha como Antonio, el hijo de Polidoro
- María Luisa Robledo como Madre de Nora, en Bariloche
- Carlos García como Virgil
- Elza Soares como invitada especial interpretando la canción "Rio, Carnaval dos carnivals" de Padeirinho, Nilton Russo y Moacir
- Paulo Sérgio como aparición especial interpretando la canción "Todo el mundo cantando" de Tony Damito.
- Roberto Guilherme
- Carlos Valone
- Edgard Franco
- Judith Barbosa
- Cláudio Mechi
- Maria Quitéria
- Edgar Araujo
- Elizabeth Barbosa
- Nhô Tide
- Suzy Dalle
- Paulo Villa
- Cavagnole Neto
- Antônio Fernandes
- Argeu Pereira
- Iragildo Mariano
- Victor Gonçalves
- Claudia Cerine
- Alda Faria
- María José Franco
- Paulo Sérgio
- Linda Fernandes
- Cleusa Maria